# Harrison Craig
Harrison Craig (Melbourne, 7 settembre 1994) è un cantante australiano.

## Biografia
Harrison Craig ha raggiunto il successo dopo aver partecipato a The Voice, versione australia dell'omonimo talent, dove è stato dichiarato vincitore della seconda edizione. Il suo primo album in studio More than a Dream, certificato platino dalla Australian Recording Industry Association, ha finito per raggiungere la vetta sia delle ARIA Charts che delle Official NZ Music Charts. Tre dei suoi singoli si sono posizionati nella top ten australiana.
L.O.V.E. (2014) e Kings of Vegas (2016) si sono fermati rispettivamente al 5º e 36º posto della graduatoria LP nazionale.

## Discografia

### Album in studio
- 2013 – More than a Dream
- 2014 – L.O.V.E.
- 2016 – Kings of Vegas

### Singoli
- 2013 – Broken Vow
- 2013 – You Raise Me Up
- 2013 – Home
- 2013 – Can't Help Falling in Love
- 2013 – It Had Better Be Tonight
- 2013 – If
- 2013 – Unchained Melody
- 2013 – More than a Dream
- 2013 – Unconditional
- 2013 – Lift Your Spirit

## Tournée
- 2013 – More than a Dream Tour
- 2014 – L.O.V.E. Mother's Day Tour
- 2017 – Kings of Vegas Lounge Sessions Tour